# Viola vallicola
Viola vallicola är en violväxtart som beskrevs av Aven Nelson. Viola vallicola ingår i släktet violer, och familjen violväxter. Utöver nominatformen finns också underarten V. v. major.

## Bildgalleri

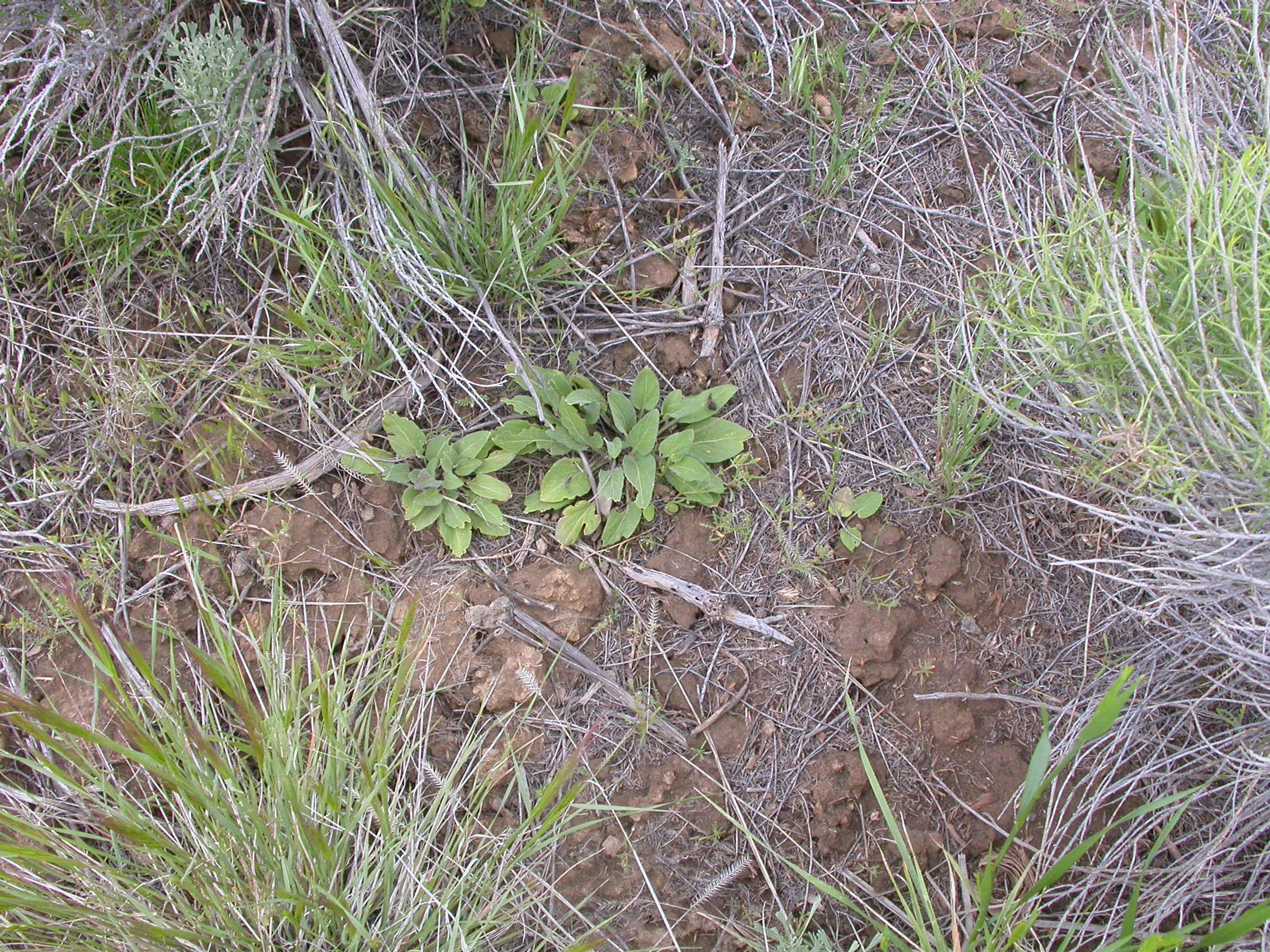
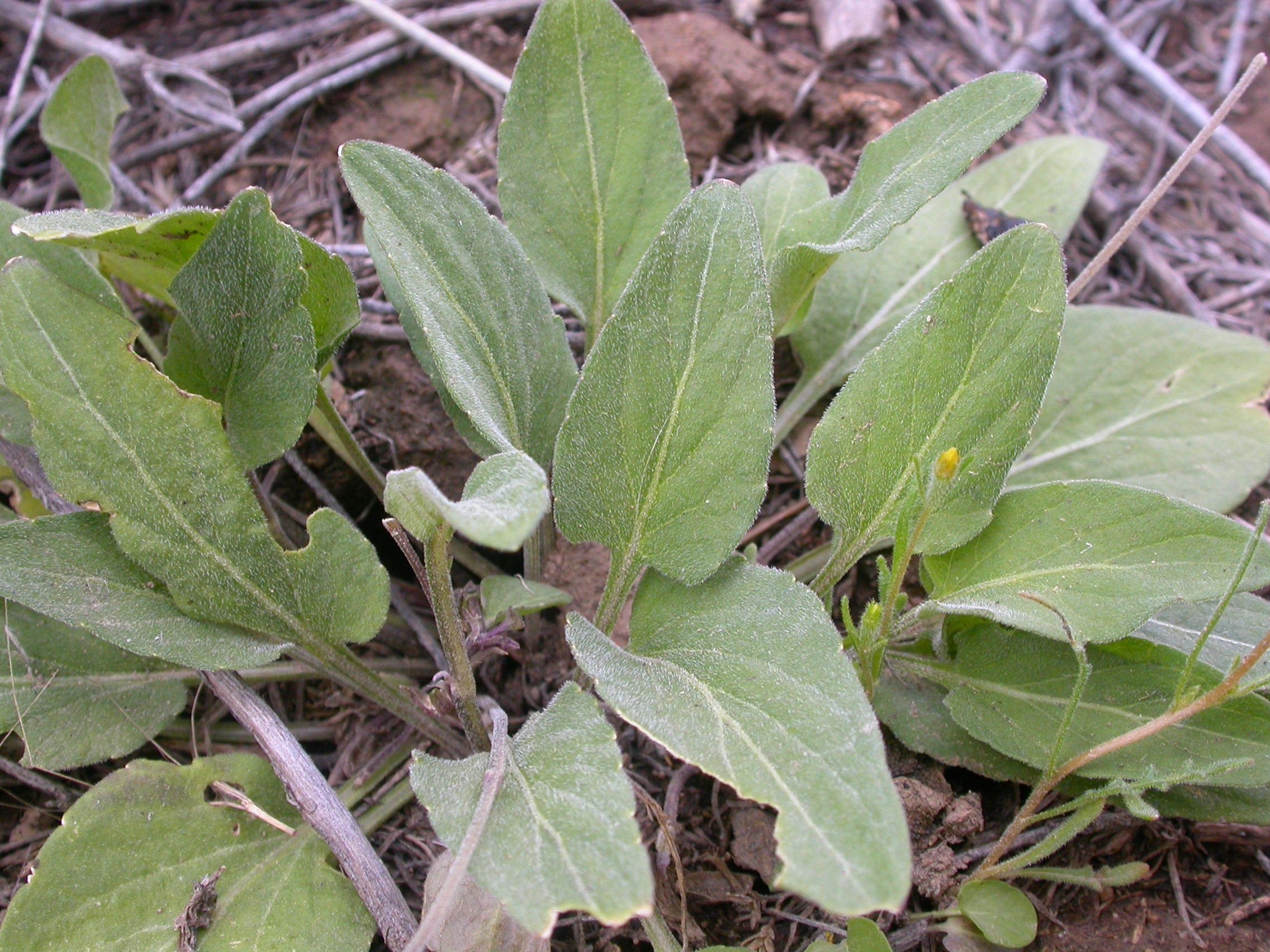
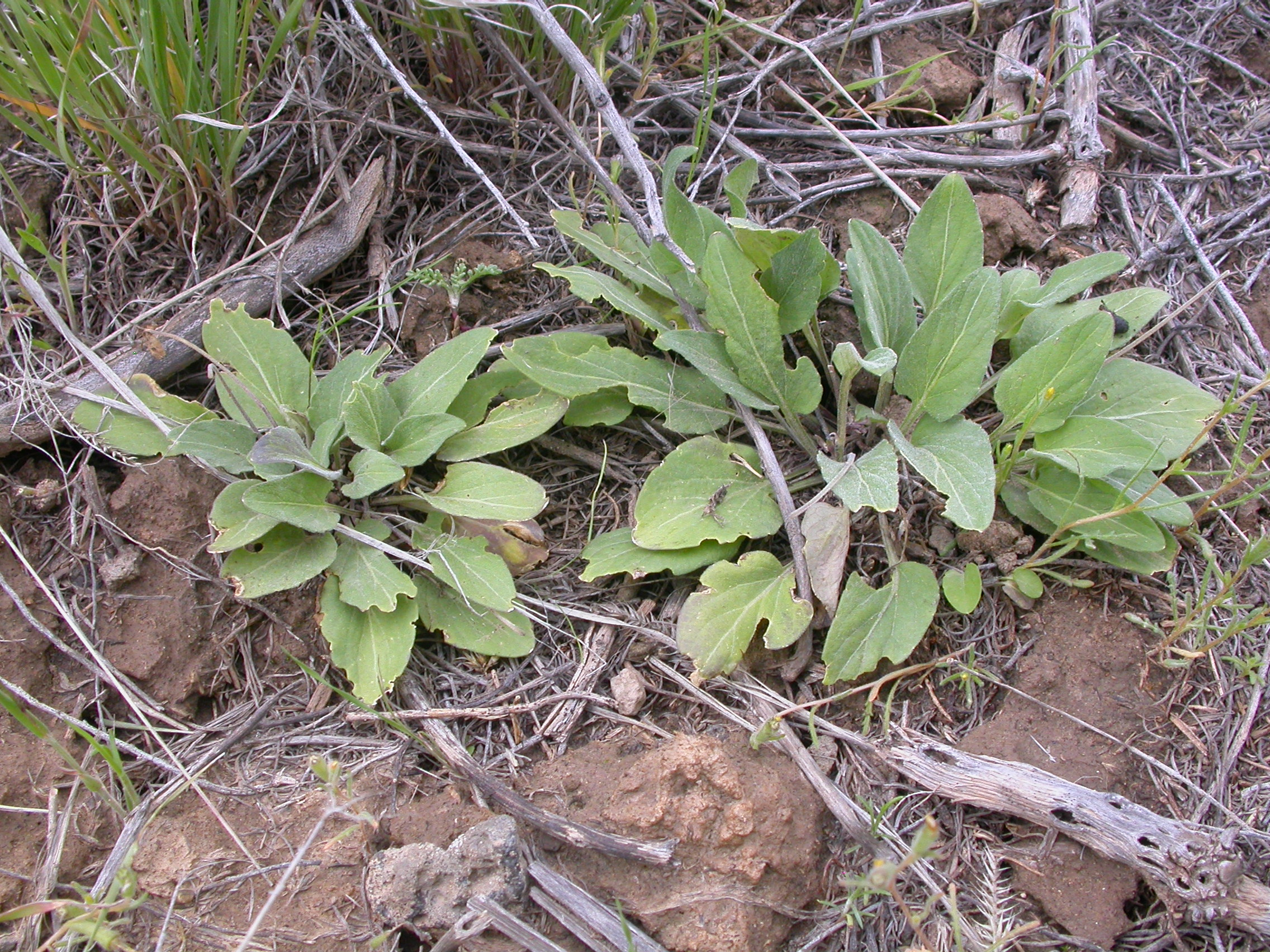
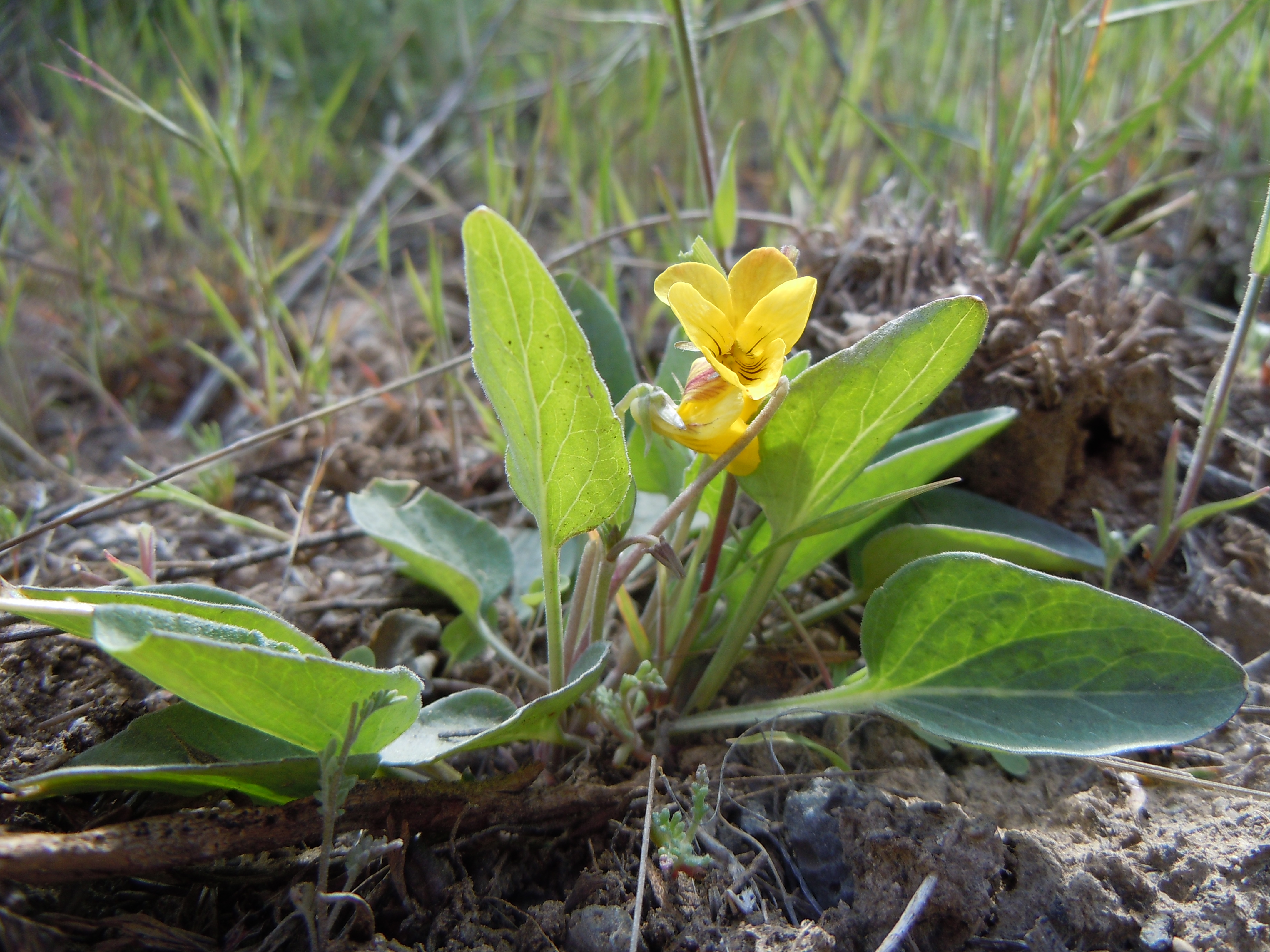
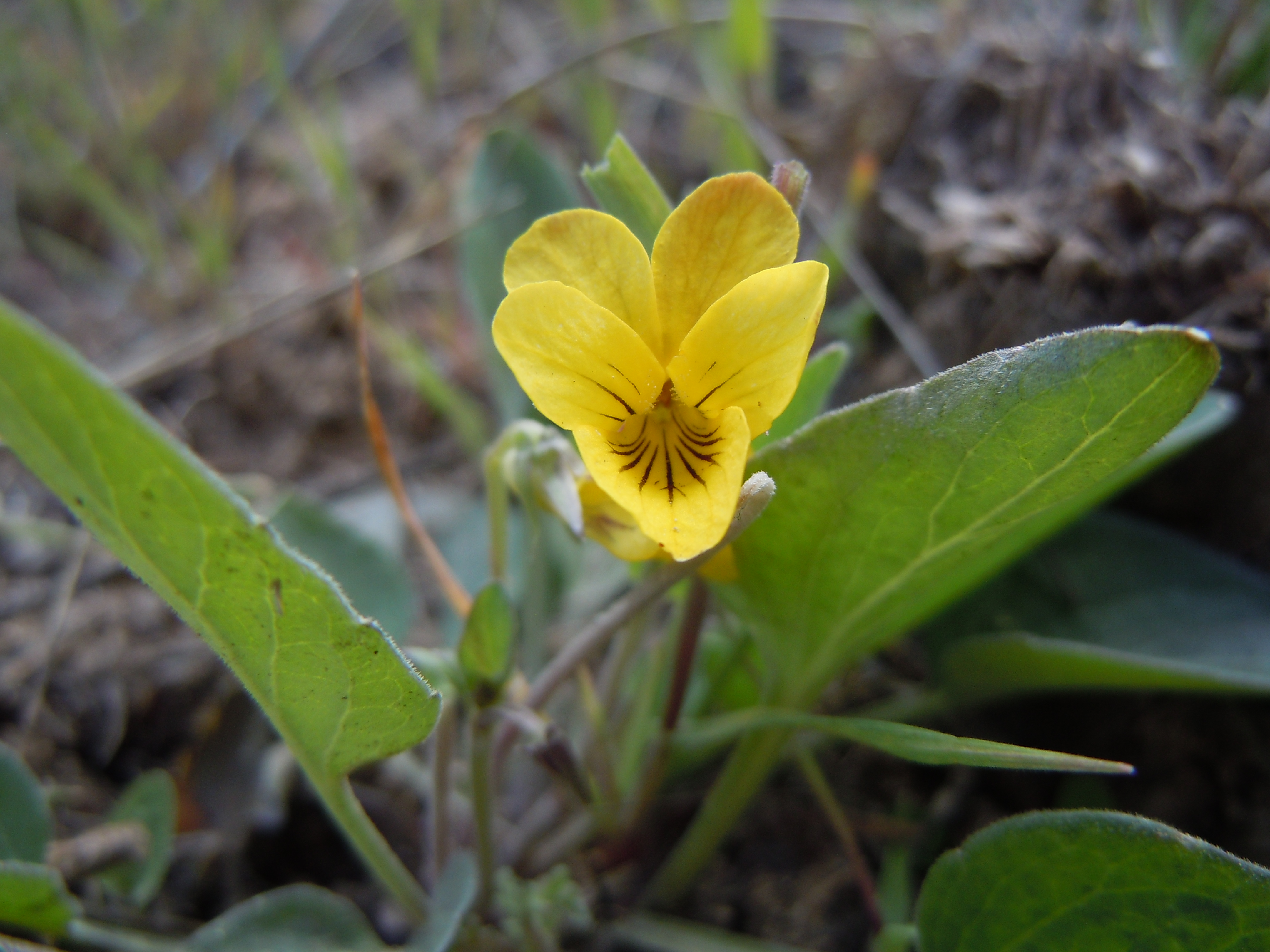
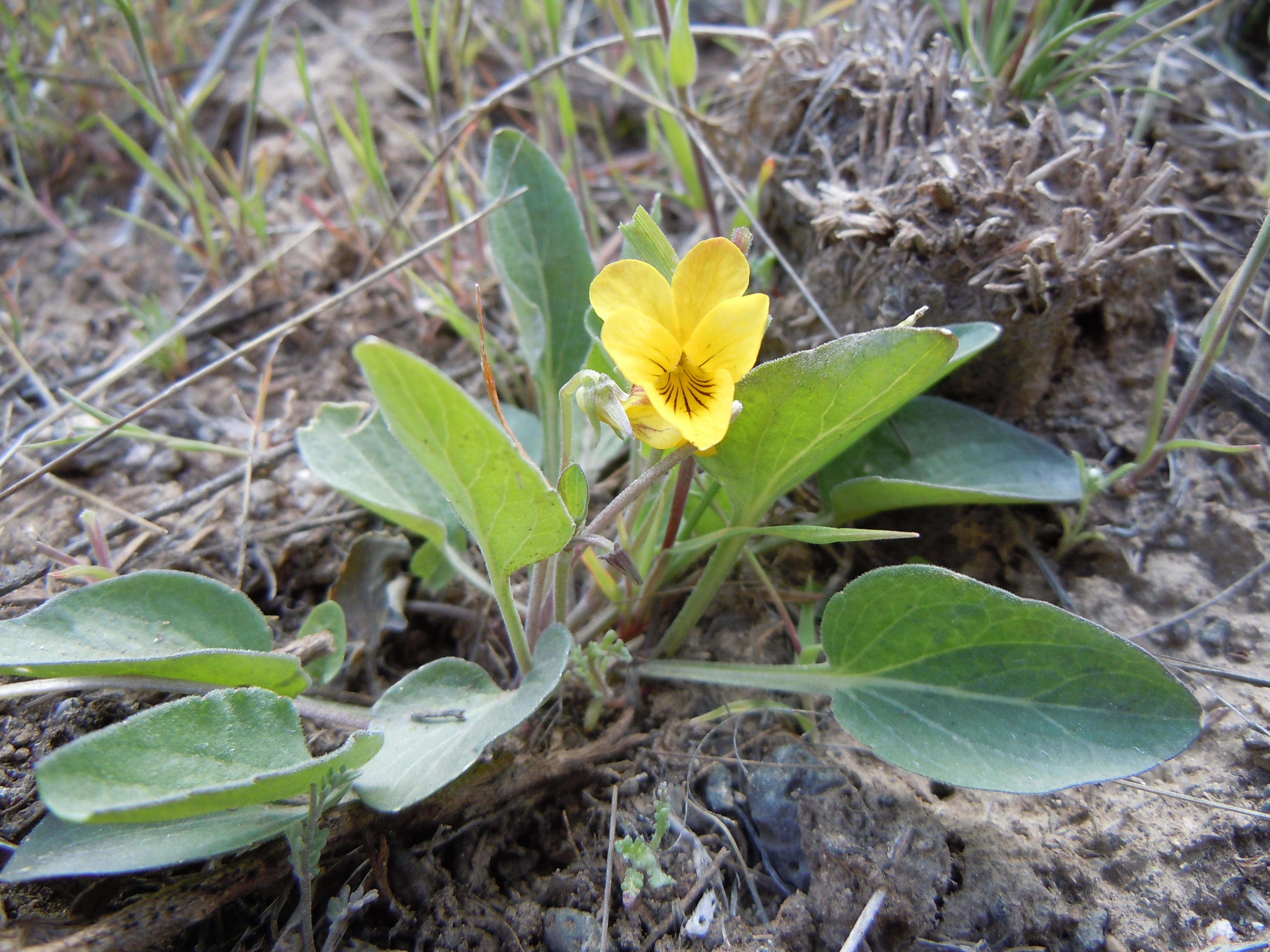